# Le Kiosque à Pizzas
Le Kiosque à Pizzas est une chaîne de restaurants française spécialisée dans le domaine de la restauration rapide autour de la pizza créée en 2004 par quatre associés. 
Comme indiqué dans sa brochure, Le Kiosque à Pizzas cible les petites communes de 2 000 à 5 000 habitants avec une zone de chalandise de 8 000 à 15 000 habitants. On trouve néanmoins des Kiosques à Pizzas dans de grandes villes comme Champigny-sur-Marne (plus de 75 000 habitants) ou dans de petits villages.
La franchise a été classée 2e plus grand réseau national en termes de points de vente (sur le marché de la pizza) par GIRA Conseil.

## Histoire
La chaîne a été fondée en 2004 par quatre associés qui géraient déjà des kiosques à pizzas : Hervé Choquel, Bruno Courcellas, Georges Geiter et Murielle Heullant. Depuis 2004, le nombre de kiosques a augmenté significativement pour atteindre 200 points de vente début 2013. La carte des kiosques propose une trentaine de pizzas en moyenne dont une dizaine peut varier selon l'implantation géographique du kiosque et les volontés du gérant.
En 2009, ouverture du 100e kiosque et en 2010, le 130e kiosque a été ouvert. En 2021, on compte 478 kiosques présents au niveau national. 